# Patrick Leclercq (Journalist)
Patrick Gerard Leclercq (* 21. Januar 1950 in Baden-Baden; † 15. Januar 2011 in Kairo) war ein deutscher Journalist und Korrespondent der ARD für den Nahen Osten.

## Leben
Patrick Leclercq, Sohn einer Deutschen und eines Franzosen, des Pariser Schriftstellers Luc Bérimont, studierte nach dem Besuch der Oberschule zunächst an der Berliner Filmakademie. Nach Abbruch des Studiums begann er seine journalistische Karriere 1973 als Redakteur und Reporter beim damaligen Süddeutschen Rundfunk in Stuttgart und war in der Lokalredaktion in Tübingen als freier Mitarbeiter tätig.
Ab 1982 berichtete er für die ARD als Sonderkorrespondent aus dem Nahen Osten und war Berichterstatter über den libanesischen Bürgerkrieg. 1985 wurde er Leiter der SDR-Auslandsredaktion. Es folgten Auslandsaufenthalte als Fernsehkorrespondent für das Südliche Afrika und ab 1988 in Kairo für den Nahen Osten. Leclercq berichtete 1991 über den Zweiten Golfkrieg aus Saudi-Arabien und Kuwait.
Nach seiner Rückkehr 1995 übernahm er 1996 die Leitung des Bereichs Fernsehen/Innenpolitik der ARD und wurde 1999 für den Südwestrundfunk Zweiter Chefredakteur von ARD-aktuell, der zentralen ARD-Nachrichtenredaktion (zuständig für Tagesschau und Tagesthemen) in Hamburg. Ab 2003 war er Weltspiegel-Moderator für den SWR. Vom 1. August 2005 bis zu seinem krankheitsbedingten Ausscheiden im Sommer 2009 war Leclercq Korrespondent der ARD für den Nahen Osten mit Sitz in Kairo.
Zu seinen Vorlieben gehörten Literatur und Filme. Er sprach fließend Englisch und Französisch.
Patrick Leclercq war zum Islam konvertiert und mit der Ägypterin Iman Leclercq verheiratet. Aus der Ehe stammen zwei Kinder. Er starb an den Folgen einer langjährigen Krebserkrankung.